# Ludmilla Pfefferberg
Mila Pfefferberg (15 de julio de 1920 – 2008) fue una superviviente polaco-estadounidense del Holocausto,  esposa del también superviviente Leopold "Poldek Pfefferberg quién inspiró al escritor australiano Thomas Keneally para escribir la premiada novela El arca de Schindler, que a su vez sirvió de base para la película de Steven Spielberg, La lista de Schindler.

## Primeros años
Mila, nacida Ludmila Lewinson nació en una familia judía polaca de médicos en Lodz, Polonia. Su padre, don Zygfryd Lewinson era un cirujano polaco, y su madre Joanna, de ascendencia rusa, era dermatóloga. Ambos trabajaban en el mismo hospital, y Mila era la única hija de ellos. Desde pequeña aprendió a hablar Idioma francés. Según cuenta ella, vivió una infancia feliz en su ciudad natal, a pesar del Antisemitismo arraigado en el lugar.
En 1937 su padre murió, y al año siguiente Mila inició sus estudios de Medicina en Viena, pero pronto con la guerra estallada en Polonia, tuvo que dejar sus estudios al ser ella desplazada junto con su madre en 1939 a Cracovia como miles de otros intelectuales judíos polacos.
Al ser ubicada junto con su madre en un vecindario de la calle Jozefinska, un barrio judío de Cracovia conoció en noviembre de ese mismo año a un joven maestro muy vivaz y apuesto, Poldek Pfefferberg quien residía en el mismo piso del edificio donde ella se había trasladado a vivir. En tres meses, en febrero de 1940 se comprometieron; y luego se casaron el 7 de julio del mismo año. Poldek se hizo cargo además de la madre de Mila. los tres vivieron juntos durante un tiempo antes de la orden de entrar al Gueto.

## Vida durante la Guerra
Como pronto las escuelas para judíos fueron cerradas, Poldek tuvo que ayudar a su madre Mina
en su ocupación de diseñadora de interiores. fue allí donde ella y su esposo conocieron al empresario Oskar Schindler quién había solicitado los servicios de Mina Pfefferberg para que decorara su nuevo apartamento. Poldek también halló otra forma de ganarse la vida, trabajando ocultamente en el mercado negro. Schindler le hacía pedidos a Pfefferberg, pedidos como alimentos u otros objetos y materiales que no estaban disponibles en Cracovia durante la Guerra y Poldek era el "medio" para hacer esas transacciones ilegales. El padre de Poldek, Dawid, perdió también su empleo a causa del cierre de las escuelas judías.
Todos los Judíos que se quedaron en Cracovia después de la deportación fueron trasladados al gueto en marzo de 1941 . Los padres de Poldek, su hermana Paulina con su marido y la madre de Mila tuvieron que abandonar Cracovia. Las condiciones de vida en el gueto se pusieron peor y peor. Debido a las acciones crueles deportaciones del gueto, la población era cada vez más pequeña en número. Unos meses más tarde llegó la mala noticia a Mila que su madre había muerto en una ráfaga de ametralladora durante su estancia en la enfermería del Gueto de Tarnow. Más tarde los familiares de Poldek fueron asesinados en el Campo de Exterminio de Belzec, en Alemania.
Si bien desde sus primeros encuentros, hubo una química inmediata entre Poldek y Ludmila, los temperamentos de ambos eran distintos. Poldek era un chico de barrio, líder y organizador; el tipo de hombre que, cuando aparece la autoridad y pregunta qué ocurre, da un paso al frente y habla. Mila, en cambio, era más reservada, y con lo que le había pasado a su familia, terminó por hacerla una chica más callada. Era bonita, serena, inteligente y sabia, era el complemento perfecto para un joven elocuente y activo como Poldek.
El 13 de marzo de 1943 fue liquidado el Gueto. Sus sobrevivientes fueron trasladados al Campo de Trabajos Forzados de Plaszow. Mila y Poldek fueron separados debido a la estricta regla de hombres y mujeres aparte. Las condiciones en el campo de concentración eran horribles, todos los días las atrocidades y asesinatos se hacían presentes, las acciones de desplazamiento con el más trágico desplazamiento de niños.
Allí Mila conoció a otras mujeres sobrevivientes, la señora Chaja Dresner con su hija Danka, Rosalía Nussbaum y Manci Rosner entre otras. todas ellas con las condiciones miserables del campo, comenzaron a padecer de disenterías y la falta de salud causó que perdieran mucho peso. Aun así, Mila y las mujeres lograron seguir con vida gracias a que fueron empleadas por Oskar Schindler en su fábrica de esmaltados.

## Oskar Schindler y la Lista
A finales de 1944 , el ejército soviético se acercaba y se sabía que Plaszow sería liquidado. Oskar Schindler, había cogido cariño de sus empleados, y al entrar en razón del destino fatal que ellos sufrirían decidió trasladar su fábrica de metales a Brünnlitz. La famosa lista de Schindler fue creado entonces. Ella y Poldek fueron agregados en ella en el último momento.
La lista de Schindler consistió en una lista de 13 páginas con 300 nombres de mujeres y 700 de hombres. Los hombres salieron del campo de Plaszow, en octubre de 1944 y que fueron enviados a Gross-Rosen en lugar de Brünnlitz, mientras que las mujeres fueron enviados a Auschwitz. Milagrosamente Schindler logró sacarlas de ese campo de exterminio después de 3 semanas.

Las condiciones de vida en el campamento de Schindler eran buenas. Nos sentimos seguros con nuestro querido Herr Direktor, que nos cuidó después de todas las terribles experiencias que habíamos atravesado en Plaszow , Gross-Rosen y Auschwitz. Nos trataron mucho mejor. Los soldados de las SS no podían entrar en el área de la fábrica. A pesar de las condiciones difíciles en el barrio, Oskar Schindler intentó conseguir más alimentos, medicinas, etc., para nosotros. Empezamos a creer que íbamos a sobrevivir como nuestro señor director nos prometió.

## Después de la guerra
Después de la rendición de los alemanes en mayo de 1945, los Pfefferberg se trasladaron a Múnich en diciembre de ese mismo año. Querían emigrar a Estados Unidos, pero tuvieron que esperar 4 años para obtener el permiso de residencia, mientras tanto Poldek trabajó para la UNRRA. Schindler estuvo con ellos y con otros de los sobrevivientes en Múnich durante ese tiempo.
Finalmente en abril de 1949 la pareja pudo trasladarse a Estados Unidos, a petición de sus amigos sobrevivientes, en California. Allí Mila tuvo a sus dos hijos, Fred en 1950 y Marie en 1956. Los comienzos para ambos en el país fueron duros, ya que no sabían hablar inglés. Pero Poldek y Mila fueron muy buenos trabajadores, y al cabo de poco tiempo, con la ayuda de un vecino abrieron una tienda en Beverly Hills donde vendían y reparaban bolsos. fue por medio de aquí que ellos conocieron muchos actores, escritores y productores, oportunidad para Poldek para contarles a todos la historia de su salvador a sus clientes con la esperanza que alguien tuviera interés en publicarla.
Los primeros comienzos fueron difíciles, y Schindler pronto agravó debido a problemas hepáticos.

"Nuestro salvador murió con nosotros en 1974 . Tenía sólo 66 años, pero su salud se arruinó debido al alcohol. Fue enterrado en Frankfurt, pero más tarde Los Judíos de Schindler transportamos su cuerpo a Jerusalén , donde fue enterrado , según él deseaba, en un cementerio católico en el monte Sión.".<ref"/>

Como se sabe, Más tarde, se publicó la historia de Schindler gracias a la tenacidad de Pfefferberg y al escritor Thomas Keneally, y unos años más tarde Steven Spielberg la catapultó a la historia con La lista de Schindler. Mila siempre escuchó oír a su esposo.

"Schindler me dio mi vida , y yo traté de darle la inmortalidad".

"Hay muy pocas personas en el mundo que hacen que su sueño hecho realidad . Poldek logró hacerlo. Él se sintió mal de que Oskar Schindler no vivió para ver su sueño cumplido. Como amigos de Oskar sabíamos que estaría feliz de ser el héroe de un gran libro y una película fabulosa, para ser famoso, rodeado de reconocimiento y admiración".

" Mi familia y yo queremos expresar nuestro más sincero agradecimiento al Sr. Steven Spielberg y la Fundación de Justos de las Naciones para el Financiamiento del Ciclo de Conferencias en la Universidad de Chapman, en honor a la memoria de mi Marido. Mi esposo hubiera estado muy contento de saber Que el Ciclo de Conferencias perpetuará la memoria de Nuestro querido Oskar Schindler, Así de como todas aquellas otras personas, Que arriesgaron sus Vidas, tratando de Salvar a Nuestro pueblo Durante la Segunda Guerra Mundial".